# Axixá do Tocantins
Axixá do Tocantins é um município do interior do estado do Tocantins, região Norte do Brasil, localizado na região geográfica intermediária de Araguaína e na região imediata de Araguatins, a uma distância de 605 km da capital, Palmas.
Segundo o Censo 2022, a população é constituída de 10 262 pessoas, sendo 28º mais populoso do estado e o 3 016º mais populoso do Brasil. A estimativa populacional para 2024 foi de 10 663 pessoas.
Os principais setores econômicos do município são o de serviços e a agropecuária. O PIB em 2021 foi de R$ 141 092 mil e o PIB per capita no mesmo ano foi calculado em R$ 14 372 – o 128º maior do estado e o 3 892º maior do Brasil.

## História
A povoação que originou o município de Axixá do Tocantins teve início em 1953, por influência da rodovia Transamazônica, na região do vale do Tocantins. Os primeiros moradores eram principalmente extrativistas de coco babaçu e comerciantes de peles de animais silvestres.
O nome do povoado é alusivo à planta conhecida como axixá, abundante na região, caracterizada pela altura e frutos avermelhados e oleaginosos. São tidos como pioneiros os senhores Bernardino Ferreira da Costa, Hermes Lopes de Alencar, João Marinho dos Santos e Odílio Pereira dos Santos, que chegaram ao local a partir de 1957.
O povoado foi elevado a condição de distrito de Itaguatins em 9 de fevereiro de 1963, por decisão da Câmara Municipal. A emancipação aconteceu em 14 de outubro do mesmo ano, por força da lei estadual n.º 4.682. A instalação ocorreu no dia 1º de janeiro de 1964.
Após a divisão do estado de Goiás, o topônimo foi alterado para Axixá do Tocantins a partir de 1º de janeiro de 1989.

## Geografia
Axixá do Tocantins é um município do interior do estado do Tocantins, região Norte do Brasil, com sede localizada nas coordenadas 5° 37' 27" S 47° 46' 26" O, na região geográfica intermediária de Araguaína e na região imediata de Araguatins.
Na divisão de planejamento do estado, situa-se na região do Bico do Papagaio, macrorregião Norte, a uma distância de 584 km da capital, Palmas. Limita-se com os municípios tocantinenses de Augustinópolis, Araguatins e Sítio Novo do Tocantins. O bioma predominante é o cerrado.

### Território
O território de Axixá do Tocantins ocupa uma área de 153 km², com 2,71 km² urbanizados. É menor município do Tocantins e o 4 649º maior do país em extensão territorial. A sede fica a uma altitude média de 210 metros.

### População
A população de Axixá do Tocantins é de 10 262 pessoas, segundo o o Censo 2022, o que posiciona o município como o 28º mais populoso do estado e o 3 016º mais populoso do Brasil. A estimativa populacional para 2024 foi de 10 663 pessoas.
A densidade demográfica em 2022 foi calculada em 66,84 habitantes por quilômetro quadrado, o que faz com que o município seja o 2º mais povoado do Tocantins e o 1 147º do Brasil.

## Política e administração
A estrutura administrativa de Axixá do Tocantins, assim como a dos demais municípios brasileiros, é definida pela Constituição de 1988, composta pelo poder executivo, chefiado pelo prefeito; e pelo poder legislativo, exercido pela Câmara Municipal, representada pelos vereadores. Todos os representantes são eleitos pelo povo para mandato de quatro anos, mediante pleito direto e simultâneo realizado em todo o país.

### Poder Executivo
O Poder Executivo é responsável pela administração direta do município, implementação de políticas públicas, execução do orçamento e prestação de serviços essenciais à comunidade. Essas competências são exercidas desde 1.º de janeiro de 2021 pelo prefeito Auri Wulange Ribeiro Jorge, conhecido popularmente como Dr. Auri, do PTB, eleito em 2021 e reeleito em 2024 para administrar o município até 31 de dezembro de 2028. O vice-prefeito é Ailton Dias Carneiro (Negão do Cinda), do PL.

### Poder Legislativo
O Poder Legislativo tem a função de elaborar leis municipais, fiscalizar as ações do Executivo, aprovar o orçamento e representar os interesses da sociedade. Em Axixá do Tocantins, as responsabilidades são delegadas a nove vereadores, sob a presidência de Francisco Antônio Martins Araújo (Dell), do PL, desde o dia 1.º de janeiro de 2025 até o dia 31 de dezembro de 2026.

## Economia
Os principais setores econômicos do município são o de serviços e a agropecuária. O PIB de Axixá do Tocantins em 2021 foi de R$ 141 092 mil e o PIB per capita no mesmo ano foi calculado em R$ 14 372 – o 128º maior do estado e o 3 892º maior do Brasil.
Em 2022, o salário médio mensal foi de 2,0 salários mínimos e a proporção de pessoas ocupadas (1 145 trabalhadores) em relação à população total era de 11,16% (o 95º melhor índice no Tocantins e o 4 036º no país). Considerando domicílios com rendimentos mensais de até meio salário mínimo por pessoa, Axixá do Tocantins tinha 45,3% da população nessas condições (o 68º maior do estado e o 2 107º do Brasil).
O Índice de Desenvolvimento Humano (IDH) de Axixá do Tocantins é 0,627, conforme apurado em 2010 pelo Programa das Nações Unidas para o Desenvolvimento (PNUD).

### Agronegócio
Os principais produtos agrícolas do município são a mandioca, com produção de 1 965 toneladas em 2023 e a melancia (482 toneladas), conforme apurado pelo IBGE. Na pecuária, destacam-se os rebanhos de bovinos, com 40 981 cabeças e aves (7 977 cabeças) no mesmo ano.
Em 2023 também houve produção relevante de leite de vaca (5,9 mil litros) e de 15,1 toneladas de pescados (tambaqui, tambacu e tambatinga).

## Educação
A rede pública de Axixá do Tocantins em 2023 contabilizava 1 525 matrículas, 99 professores e 21 escolas no ensino fundamental; e 624 matrículas, 28 professores e uma escola no ensino médio. Em 2010, o município apresentou uma taxa de escolarização de 97,92% (para pessoas de 6 a 14 de anos de idade), o que é considerado o 123º melhor desempenho entre os municípios tocantinenses e o 4 684º melhor no país.
Em 2023, os alunos dos anos iniciais do Ensino Fundamental da rede pública tiveram nota de 4,5 no Índice de Desenvolvimento da Educação Básica (Ideb) – a 97ª melhor nota entre os municípios do estado e o 4 906º melhor desempenho entre as cidades brasileiras. Para os alunos dos anos finais, a nota foi de 4,2 no mesmo indicador – a 89ª maior nota do Tocantins e o 4 071º melhor desempenho entre os municípios do Brasil.

## Turismo

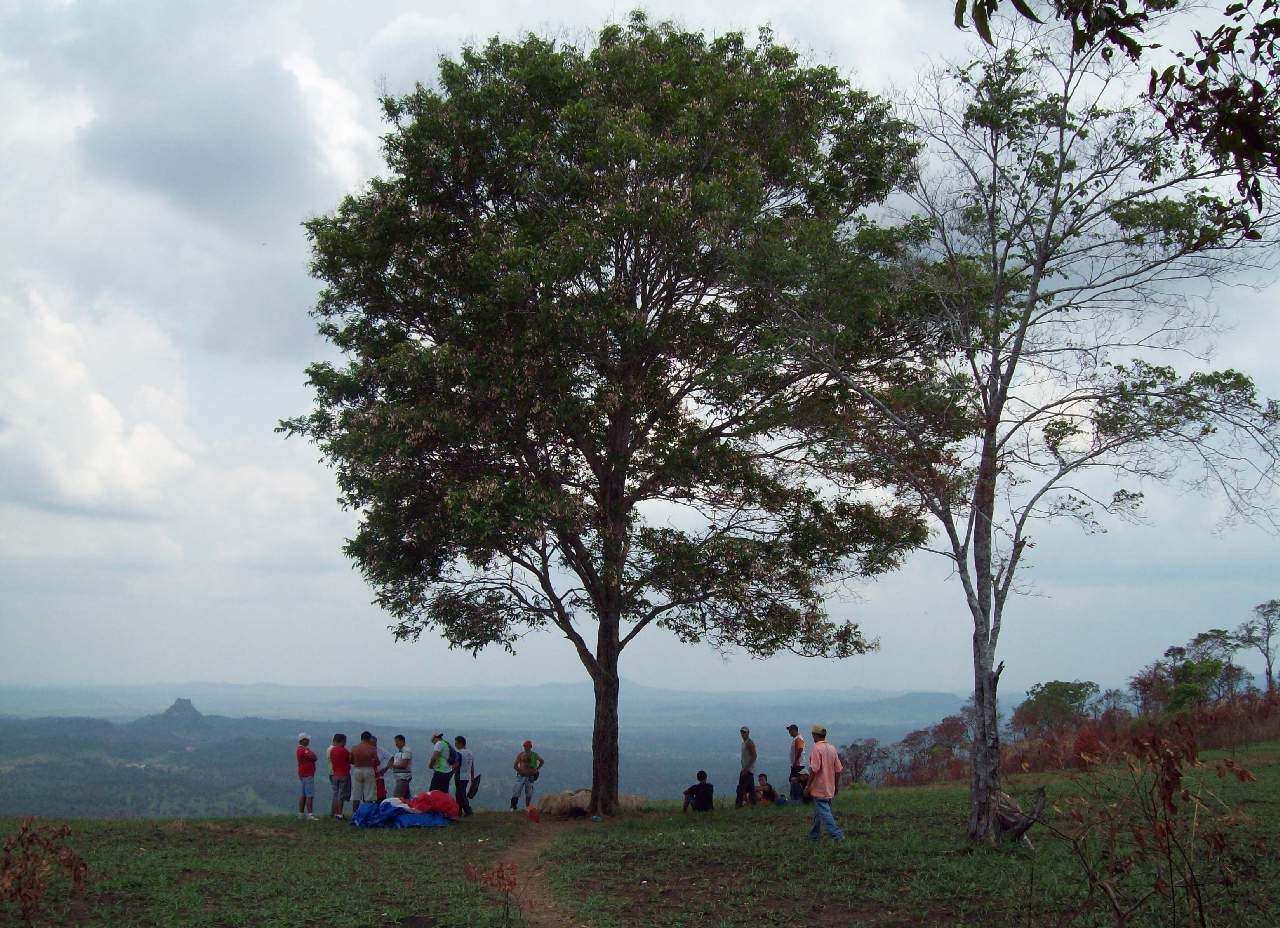
Alto da Serra do Estrondo.

### Serra do Estrondo
O principal atrativo turístico de Axixá do Tocantins, e um dos mais famosos da região do Bico do Papagaio, é a Serra do Estrondo, um maciço rochoso que atrai atletas de todo o Brasil, especialmente trilheiros e praticantes de parapente e rapel. Alguns entusiastas a consideram como o melhor ponto de voo livre do Tocantins e um dos melhores das regiões Norte e Nordeste.
O local também recebe críticas pela falta de infraestrutura, como ausência de guias, sinalização, pontos de coleta de lixo e orientações sobre a dificuldade e perigos oferecidos pelas trilhas. Em 2019, a administração municipal protocolou uma solicitação, junto à Agência de Desenvolvimento do Turismo, Cultura e Economia Criativa (Adetuc), para elaboração de projeto de estruturação do local, porém, até 2025 não haviam registros sobre os resultados dessa petição.

#### Incidentes
Em 2024, um médico de 32 anos morreu após sofrer um acidente enquanto realizava um voo de teste para a abertura do 11º Campeonato de Voo Livre na Serra do Estrondo. Na ocasião, o profissional caiu em uma região de difícil acesso e teve que ser resgatado de helicóptero.
Cinco anos antes, em 2019, dois homens sofreram uma queda enquanto tentavam realizar um pouso de voo livre duplo, quando estavam a cerca de cinco metros do chão. As vítimas foram levadas para o hospital, onde passaram por exames e foi descartada existência de fraturas.

### Enduro de Axixá

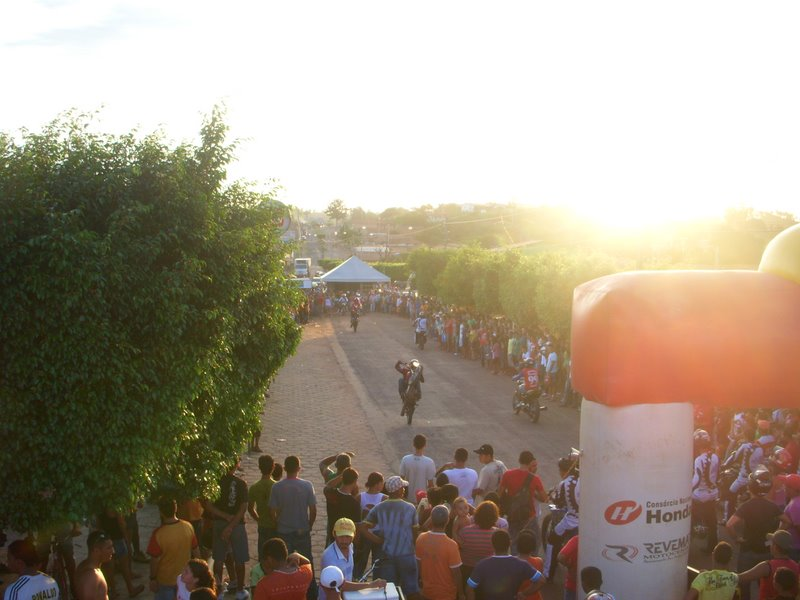
8º Enduro de Axixá, realizado em 2009.

Considerado o maior e melhor encontro off-road da região, o Enduro de Axixá tem modalidades de motos, quadriciclos e UTVs. O evento, promovido pelo poder público, conta com programação que reúne competições, acrobacias e shows.